# Witold Maisel
Witold Maisel (ur. 8 kwietnia 1914 w Poznaniu, zm. 17 sierpnia 1993 tamże) – polski prawnik, historyk prawa, profesor Uniwersytetu im. Adama Mickiewicza w Poznaniu. Specjalizował się w historii państwa i prawa. Twórca polskiej archeologii prawnej.

## Życiorys
Był synem Tekli (z Friedrichów) i Franciszka Maislów, ojciec był poznańskim kupcem i przemysłowcem. Witold uczęszczał do prywatnej szkoły Stachowiaka (przy ul. Wrocławskiej 28/29), 1. Szkoły Wydziałowej przy ul. Działyńskich i Gimnazjum św. Jana Kantego w Poznaniu (matura w 1932). Studia magisterskie na Uniwersytecie Poznańskim (na Wydziale Prawa) rozpoczął w 1933, jednocześnie pracował w Zarządzie Miejskim oraz w Zakładzie Ubezpieczeń Społecznych. Podczas II wojny światowej ze względu na chorobę płuc nie został zmobilizowany. Studia ukończył w 1945 roku.
Po wojnie pracował w Poznańskiej Dyrekcji Odbudowy, następnie w delegaturze Ministerstwa Budownictwa w Poznaniu. Pracował przy odbudowie zabytków zniszczonych podczas wojny. Dzięki niemu został odnaleziony oryginalny pręgierz ze Starego Rynku w Poznaniu. Miał udział w rozwoju poznańskich biur projektowych, m.in. Miastoprojektu.
W 1956 roku otrzymał stypendium doktoranckie Zakładu Nauk Prawnych Polskiej Akademii Nauk. Pracownikiem Uniwersytetu Poznańskiego został w 1957, a w 2 lata później uzyskał stopień doktora nauk prawnych (dysertacja pod tytułem: Sądownictwo miasta Poznania do końca XVI wieku) i został odznaczony Srebrnym Krzyżem Zasługi. W latach 1960–1964 był sekretarzem komisji stypendiów fundowanych Wydziału Prawa UAM. W stopniu docenta (ówczesny odpowiednik doktora habilitowanego) od 7 października 1963 roku, w pół roku później (1 marca 1964) uzyskał awans ze stanowiska adiunkta na docenta etatowego, a w 1965 nagrodę II stopnia Ministra Szkolnictwa Wyższego za pracę habilitacyjną Poznańskie prawo karne do końca XVI wieku. W 1970 uzyskał tytuł profesora nadzwyczajnego. Tytuł naukowy profesora zwyczajnego został mu nadany 30 września 1976.
Otrzymał też 6 nagród indywidualnych i jedną zespołową Ministra Edukacji Narodowej, Medal Komisji Edukacji Narodowej, Krzyż Kawalerski Orderu Odrodzenia Polski, Medal 10-lecia Polski Ludowej, a w 1984 Odznakę „Zasłużony Nauczyciel PRL”.
Spoczywa w Alei Zasłużonych cmentarza junikowskiego.

## Publikacje (wybór)
- Adaptacja baszt w Poznaniu – dzieło J. B. Quadro (1954)
- Ortyle sądów wyższych miast wielkopolskich: z XV i XVI wieku (1959)
- Sądownictwo miasta Poznania do końca XVI wieku (1961)
- Poznańskie prawo karne do końca XVI wieku (1963)
- Poznańska księga prawa magdeburskiego i miśnieńskiego (1964)
- Wilkierze poznańskie. Cz. 1 (1966), Cz. 2 (1968), Cz. 3 (1969)
- Wojewódzkie sądy administracyjne w Drugiej Rzeczypospolitej (1976)
- Kodeks przywilejów Poznania w XIV wieku (1978)
- Materiały źródłowe do dziejów Konina (1980)
- Archeologia prawna Polski (1982)
- Archeologia prawna Europy (1989)
- Gdańska archeologia prawna (1993)
- Przywileje miasta Poznania XIII–XVIII wieku (1994)